# VV Hees
VV Hees is een voetbalclub in de gemeente Soest. De club heeft sinds de oprichting in 1950 altijd de status van buurtclub gehad en wordt tegenwoordig beschouwd als echte volksclub. Hees is genoemd naar de buurtschap Hees in de gemeente Soest, tegen de bossen van Pijnenburg aan. Het eerste elftal van de club speelt in de Derde klasse zaterdag (seizoen 2020/21). De club speelt op het eigen terrein aan de Verlengde Oude Utrechtseweg in Soest.

## Historie
In de beginjaren speelde de club in de zomeravondcompetitie. Toen de club van de Bosstraat naar een weiland achter de Insingerschool verhuisde, werd de overstap naar de zaterdagcompetitie gemaakt. Het veld bleef van slechte kwaliteit; doordeweeks graasden er koeien. Van sanitair was nog geen sprake. In 1962 behaalde (het tweede elftal van) Hees het eerste kampioenschap, en in 1963 verhuisde de club naar een nieuwe accommodatie in het bos van Pijnenburg, dat werd geopend door de toenmalige burgemeester mr. S.P. Baron Bentinck. In 1971 werd het complex nog uitgebreid met een tweede speelveld en later met een trainingsveld en een keepershoek. Tussen 1968 en 1974 kende Hees ook een volleybalafdeling en tussen 1993 en 1997 werd er tevens in de zaal gevoetbald.
Door mee te werken aan de NCRV serie Schoppen Troef kreeg Hees landelijke bekendheid. De club werd voor de gelegenheid omgedoopt in HDL (Hoop Doet Leven) en vele Hees-spelers wonnen in de serie de Nederlandse beker en liepen een ererondje in De Kuip.

## Voetbal in Soest
Naast Hees zijn er nog drie andere voetbalclubs in Soest, het van oorsprong Rooms-Katholieke SO Soest, het van oorsprong protestants-christelijke VVZ '49 en het openbare SEC. In 2007 waren fusiebesprekingen gaande tussen SEC en Hees. De fusiebesprekingen verliepen goed, maar vanwege een besluit van de gemeenteraad om eerst de gebouwen op het complex aan te pakken en dan pas de velden, besloten de leden van SEC om af te zien van de fusie.

## Competitieresultaten 1997–heden
| 10 6A |

|  |

|  |

| 5 5B |

| 4 5A |

| 6 4G |

| 9 4G |

| 11 4G |

| 8 4F |

| 8 4F |

| 11 4F |

| 8 4F |

| 6 4F |

| 2 4F |

| 13 3D |

| 8 4E |

| 6 4E |

| 5 4F |

| 8 4G |

| 4 4G |

| 3 4F |

| 2 4F |

| 10 3D |

| 7* 3C |

| 7* 3C |

| 3 3C |

| 2 3C |

| 3 3C |

- = Dit seizoen werd stopgezet vanwege de uitbraak van het coronavirus. Er werd voor dit seizoen geen officiële eindstand vastgesteld.

| Tweede divisie | Derde divisie | Vierde divisie | Eerste klasse |
| Tweede klasse  | Derde klasse  | Vierde klasse  | Vijfde klasse |

In elke staaf van de grafiek staat van boven naar beneden vermeld: 
- Eindnotering

Dit is de positie die de club heeft bereikt in de competitie, zonder eventuele beslissings-, play-off- of nacompetitiewedstrijden die nodig zijn geweest om bijvoorbeeld de kampioen van de competitie te bepalen.
Indien een * achter het getal staat is de notering een tussenstand en kan het zijn dat de notering niet overeenkomt met de uiteindelijke eindstand van de competitie.
Staat er een - dan is het seizoen nog bezig en is er geen definitieve uitslag bekend.
Staat er xx op de positie van de notering, dan heeft de club vroegtijdig de competitie verlaten. Dit kan onder andere komen door terugtrekking van het team, faillissement van de club of door een uitgedeelde straf van de KNVB. In veel gevallen staat elders in het artikel de reden vermeld.
Staat er een ? dan is het resultaat uit het verleden onbekend, en is alleen de competitie of het niveau bekend van dat seizoen.
In de seizoenen 2019/20 en 2020/21 werd wegens de coronacrisis het amateurvoetbal afgebroken. Daardoor kennen deze staven geen eindklassering (middels -- weergegeven).
- Competitieniveau en afdelingsletter of Officiële eindstand Eredivisie
  - Competitieniveau en afdelingsletter

Hierbij geeft het getal het niveau weer, dat ook terug te vinden is in de legenda. De letter is de afdelingsaanduiding en wordt gebruikt wanneer er meer afdelingen zijn op hetzelfde niveau. De afdelingsletter is altijd een hoofdletter en wordt meestal zonder nummer gebruikt.
Voorbeeld: 2F is niveau 2e klasse competitie F.
Het competitieniveau en nummer wordt niet vermeld wanneer er slechts één competitie van dit niveau was.
  - Officiële eindstand Eredivisie (getal staat tussen haakjes vermeld)

Sinds de introductie van play-offwedstrijden voor Europees voetbal na afloop van de reguliere competitie in 2005/06, is de KNVB verplicht een eindstand van de Eredivisie door te geven aan de UEFA aan de hand van deze play-offwedstrijden.
Bij deze eindstand staan clubs die zich hebben gekwalificeerd voor Europees voetbal hoger dan clubs die zich niet wisten te kwalificeren. Indien er geen verschil was tussen de eindnotering en de officiële eindstand, staat dit getal niet vermeld.

- Onderafdeling

Hier staat afgekort de naam van de onderafdeling indien de club in dat jaar in een onderafdeling uitkwam. Tevens staat deze afkorting in de legenda en wordt gelinkt naar het artikel over deze onderafdeling. Deze afkorting wordt alleen vermeld wanneer de club in het verleden in verschillende onderafdelingen heeft gespeeld. Deze vermelding is in de staaf altijd in kleine letters. Deze onderafdelingen zijn na het seizoen 1995/96 afgeschaft. Heeft de club in slechts één onderafdeling gespeeld, dan is dit alleen terug te vinden in de legenda.
Onder de staaf staat het jaartal vermeld waarin het seizoen is afgesloten. 15 verwijst naar het seizoen 2014/15 of eventueel het seizoen 1914/15.
Wanneer een staaf leeg is, zijn deze gegevens niet bekend. Het kan ook zijn dat de club dat seizoen niet heeft meegespeeld op het hogere amateurniveau, vroegtijdig de competitie heeft verlaten of uit de competitie is gezet.

In het seizoen 1944/45 was er wegens de Tweede Wereldoorlog geen regulier competitievoetbal.